# Chiesa di San Michele di Murusas
La chiesa di San Michele di Murusas (o Sanctu Miali amorosu) è un luogo di culto situato a nord-est della città di Sassari, a circa un chilometro dal quartiere periferico di Sant'Orsola. L'edificio è l'unica testimonianza dell'antico villaggio di Murusas, insediamento citato per la prima volta nel Condaghe di San Pietro di Silki in documenti appartenenti alla seconda metà dell'XI secolo.
Risale alla fine del XII secolo o primi del XIII invece la chiesa, censita nel Condaghe di san Michele di Salvenor tra gli edifici del circondario di Sassari, insieme alle vicine chiese di Santa Barbara e di Sant'Antonio di Innoviu a Li Punti, ancora esistenti benché, come quella di San Michele, in stato di grave abbandono e di precaria staticità.
Dal 1765 risulta di proprietà della famiglia Fresco, dopo il 1869 fu sconsacrata e impiegata come stalla. Attualmente fa parte dei possedimenti della famiglia Pranzetti.

## Descrizione
Edificio di modeste dimensioni, semplice, con caratteri romanici, realizzato in conci calcarei perfettamente squadrati, a vista. Ha facciata liscia e priva di elementi decorativi sormontata da un campaniletto a vela. Il portale, centinato a sesto acuto, è posizionato al centro, con una finestrella cruciforme in asse che si apre poco sopra. Tre mensole in pietra posizionate a circa quattro metri d'altezza servivano da appoggio alla tettoia in legno presente in origine.
L'interno presenta una navata unica conclusa da una piccola abside semicircolare e tetto ligneo a doppio spiovente per copertura, in parte crollato. Nella parte anteriore, si aprono due monofore centinate mentre l'altare è del tutto assente come peraltro qualsiasi addobbo. Tracce di pittura permangono nella parte superiore dell'abside.

## Galleria d'immagini

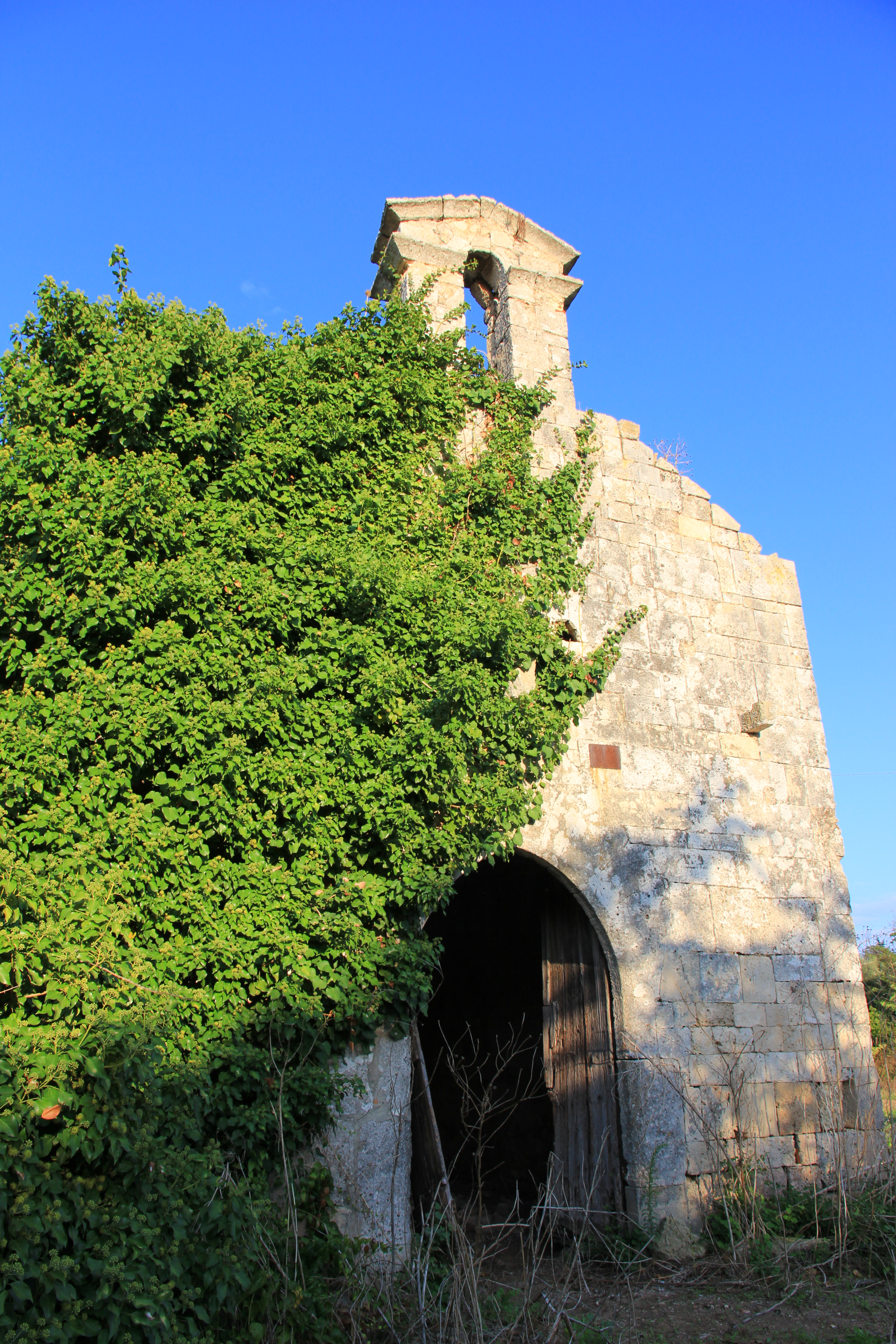
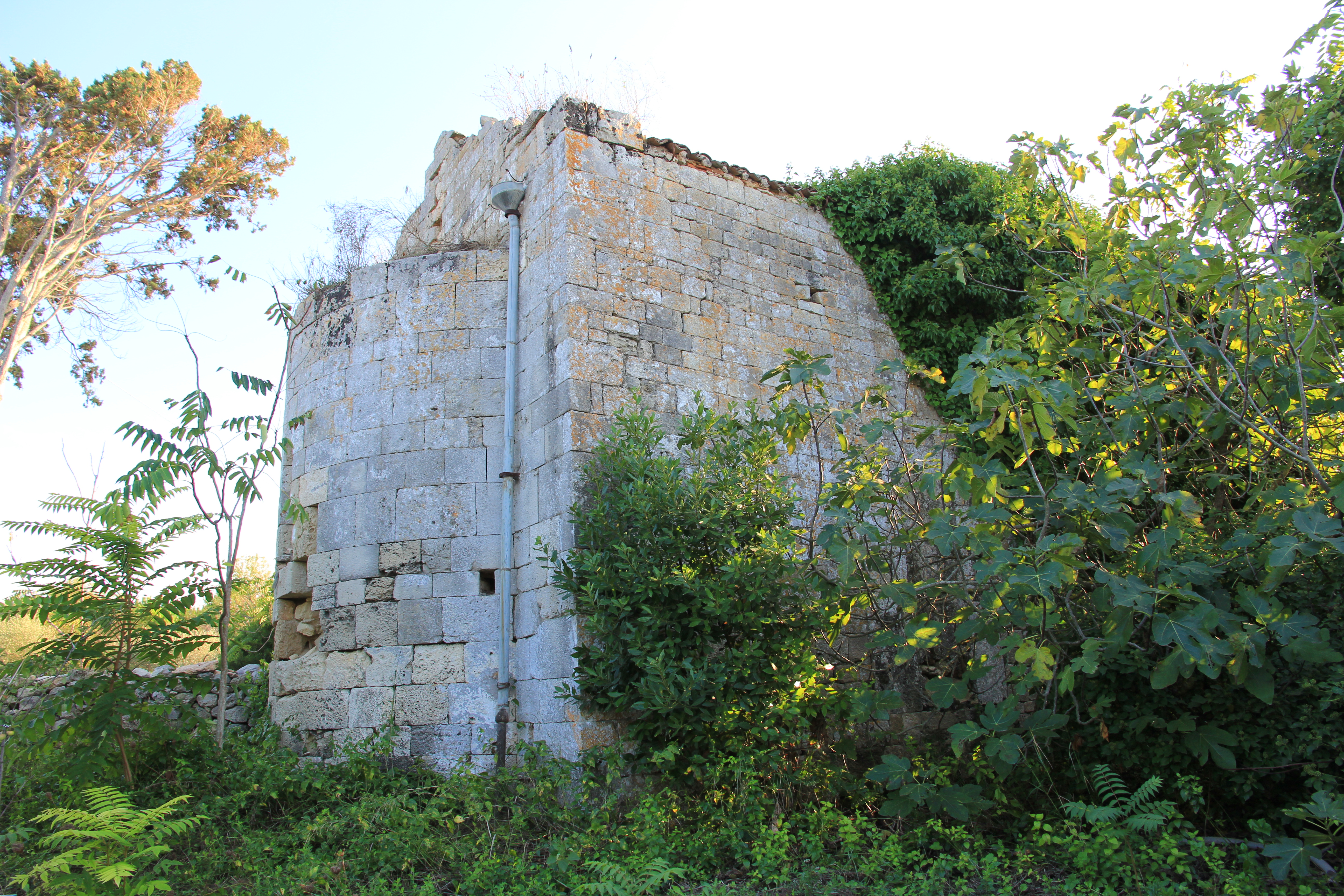
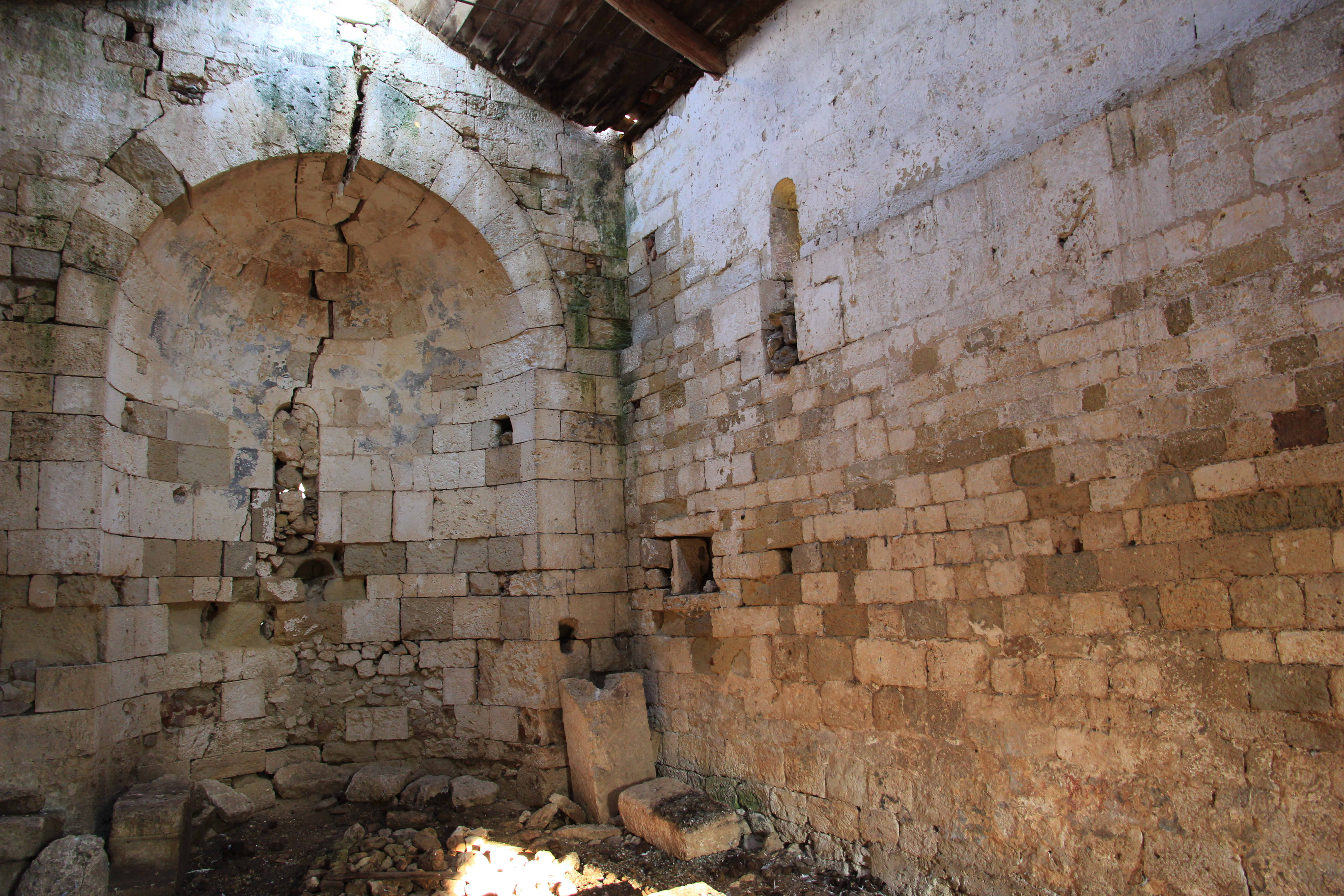
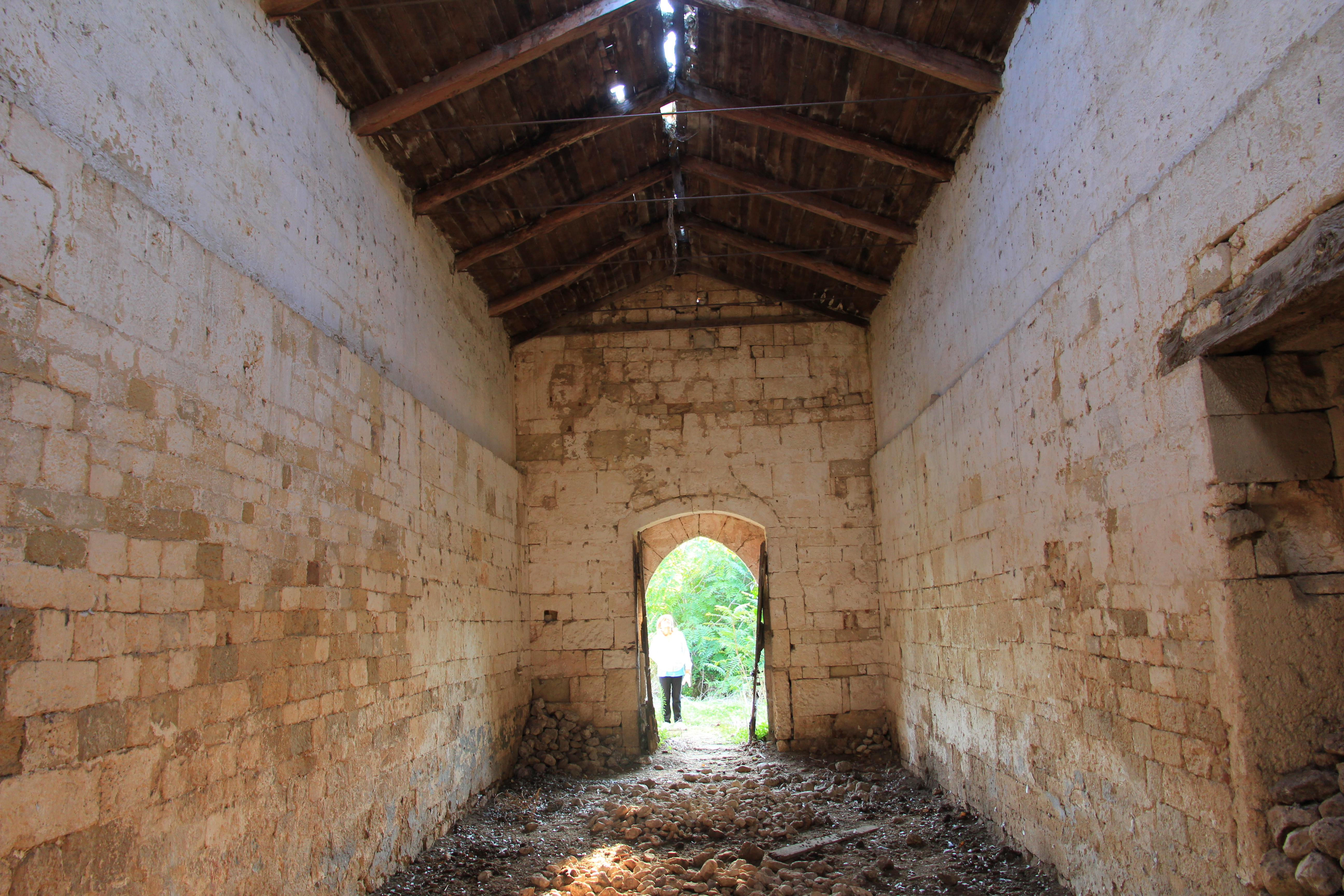